# Oleiros (freguesia)
A Freguesia de Oleiros foi uma freguesia portuguesa do Município de Oleiros, que tinha 115,49 km² de área e 2 306 habitantes (2011), e, por isso, uma densidade populacional de 17,3 hab/km².

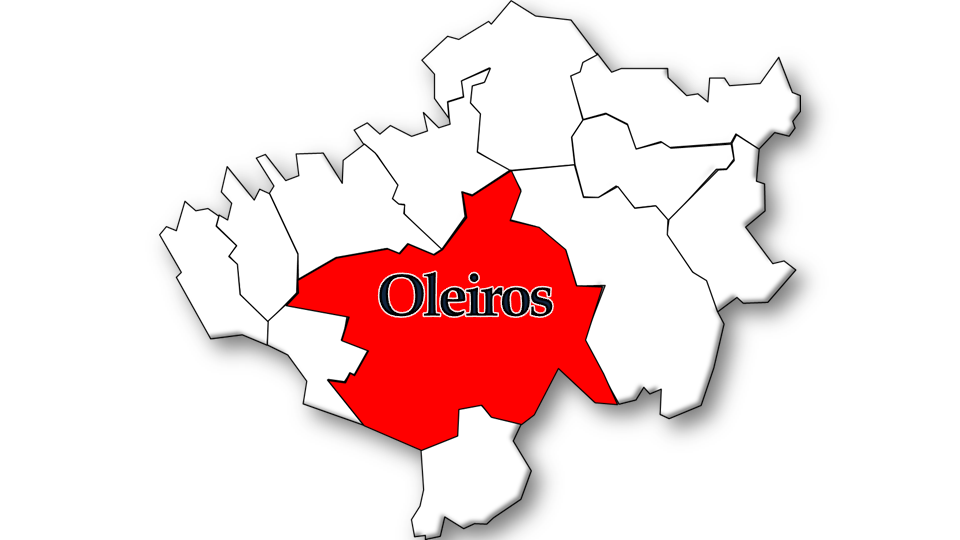
Localização no Município de Oleiros

A Freguesia de Oleiros foi extinta (agregada) pela reorganização administrativa de 2013, tendo o seu território sido agregado ao da Freguesia de Amieira para criar a Freguesia de Oleiros - Amieira.

## População
| População da freguesia de Oleiros | População da freguesia de Oleiros | População da freguesia de Oleiros | População da freguesia de Oleiros | População da freguesia de Oleiros | População da freguesia de Oleiros | População da freguesia de Oleiros | População da freguesia de Oleiros | População da freguesia de Oleiros | População da freguesia de Oleiros | População da freguesia de Oleiros | População da freguesia de Oleiros | População da freguesia de Oleiros | População da freguesia de Oleiros | População da freguesia de Oleiros | População da freguesia de Oleiros |
| --------------------------------- | --------------------------------- | --------------------------------- | --------------------------------- | --------------------------------- | --------------------------------- | --------------------------------- | --------------------------------- | --------------------------------- | --------------------------------- | --------------------------------- | --------------------------------- | --------------------------------- | --------------------------------- | --------------------------------- | --------------------------------- |
| 1864                              | 1878                              | 1890                              | 1900                              | 1911                              | 1920                              | 1930                              | 1940                              | 1950                              | 1960                              | 1970                              | 1981                              | 1991                              | 2001                              | 2011                              |                                   |
| 2 307                             | 2 469                             | 2 592                             | 2 787                             | 2 910                             | 2 991                             | 3 053                             | 3 327                             | 3 710                             | 3 931                             | 3 665                             | 3 041                             | 2 460                             | 2 470                             | 2 306                             |                                   |

## Património
- Igreja Matriz de Oleiros ou Igreja de Nossa Senhora da Conceição de Oleiros
- Capela de Nossa Senhora Mãe dos Homens
- Igreja da Misericórdia de Oleiros
- Capelas do Espírito Santo, da Senhora Margarida, da Senhora da Saúde, da Senhora das Candeias e de Santa Bárbara
- Antigas casas dos comendadores
- Câmara Municipal
- Ponte Grande
- Trecho da ribeira de Oleiros
- Praia fluvial do Açude Pinto
- Serras da Lontreira e Vermelha
- Cova da Moura

## Personagens ilustres
- Barão de Oleiros e Visconde de Oleiros